# Volkswagen up!
Volkswagen up! — городской автомобиль, выпускаемый концерном Volkswagen AG. Серийная версия была официально представлена на Франкфуртском автосалоне в 2011 году. Производство было начато в декабре 2011 года в Братиславе, Словакия. Продажи автомобиля на европейском и азиатском рынке начались летом 2012 года. Российская премьера автомобиля состоялась в рамках Московского автосалона в 2012 году.
Volkswagen up! продавался также с незначительными отличиями под марками SEAT и Škoda, соответственно как SEAT Mii и Škoda Citigo.
В настоящее время SEAT Mii производится ограниченным тиражом и продается только в Европе.

## Обзор

### Предсерийная версия
Производство Up следует за серией концептуальных автомобилей , производство которых началось в 2007 году на автосалоне во Франкфурте .  Внешний вид был первоначально разработан бразильским дизайнером Марко Павоне.  Этот дизайн был выбран и усовершенствован главным дизайнером Volkswagen Group Вальтером де'Сильвой и главным дизайнером марки Volkswagen Легковые автомобили Клаусом Зисиорой . На презентации во Франкфурте было показано еще несколько концептов Up, в том числе версия GT мощностью 98 л.с. (73 кВт) Eco -up! (с выбросами CO 2 79 г/км) и четырехдверную модель Cross.
В то время как в концепции Up использовалась заднемоторная и заднеприводная компоновка , серийная модель 2011 года имеет переднемоторную и переднеприводную компоновку на платформе NSF  с 3-цилиндровым 1,0-литровым бензиновым двигателем. .
Первоначально сообщалось, что концепт Up будет выпускаться под названием Lupo, как и Volkswagen Lupo, производство которого было прекращено в 2005 году.  В конце концов этот план изменился, и серийная модель 2011 года получила название Up.

### Производственная версия
На Международном автосалоне в Германии в 2011 году компания Volkswagen представила финальную версию Up, основанную на модульной архитектуре Volkswagen New Small Family (NSF) .  Трехдверный кузов вдохновлен концептом Up 2007 года, линейка двигателей включает 1,0-литровый трехцилиндровый бензиновый двигатель мощностью 60 л.с. (45 кВт) и 75 л.с. (56 кВт). И трех-, и пятидверные версии доступны с двигателями, работающими на сжатом природном газе и называемыми eco-Up. Up представляет собой переднеприводный автомобиль с поперечным расположением двигателя, соединенный с пятиступенчатой механической коробкой передач, длиной 3,54 метра (139 дюймов) и колесной базой 2,42 м (95 дюймов). Кабина рассчитана на четыре или пять мест. В линейку Up вошел Up GTI, предварительный просмотр которого был представлен в концепте GT Up. Выпущенный в январе 2018 года Up GTI оснащен версией 1,0-литрового трехцилиндрового двигателя с турбонаддувом мощностью 115 л.с. (113 л.с., 85 кВт).  Электрический гибрид Up, который будет называться Blue-e-motion, планировался на 2014 год, но так и не был выпущен.
Наряду с двумя другими моделями с новым брендом, Up является первым автомобилем в своем классе, предлагающим автоматизированную тормозную систему под названием City Emergency Braking . Система автоматически активируется на скорости ниже 30 км/ч (19 миль в час), когда лазерный датчик определяет опасность столкновения и активирует тормоза. В модели SEAT эта система позиционируется как City Safety Assist, а в модели Škoda она называется City Safe Drive.
Up стал лучшим автомобилем года в мире в 2012 году.

## Маркетинг
up! доступен для заказа в Великобритании с октября 2011 года для пяти моделей: Take Up, Move Up, High Up, Up Black и Up White.  Ведущие британского телешоу Top Gear высмеяли необычное название, назвав модель «восклицательным знаком вверх».
Up был представлен на рынке Германии 3 декабря 2011 года. Поставки на другие европейские рынки начались в апреле 2012 года.
В 2013 году Volkswagen представил кросс ап! модель, дорожный просвет которой на 15 мм больше, чем у стандартной модели, и в стандартной комплектации поставляется с пластиковыми боковыми юбками и расширителями колесных арок.
В 2014 году на Женевском автосалоне компания Seat представила ориентированную на женщин модель Seat Mii by Mango 2014 года, созданную в сотрудничестве с испанской модной компанией Mango.
Ограниченное производство SEAT Mii для европейского рынка началось в октябре 2011 года, а продажи начались в конце 2011 года. Окончательная версия была выпущена в мае 2012 года.
Up продавался в Австралии до 2015 года, когда был снят с производства из-за низких продаж. Планы продажи Škoda Citigo в Австралии также были отложены.
На Женевском автосалоне 2016 года продаваемая в Европе модель получила фейслифтинг и новый двигатель TSI, который поступил в продажу летом того же года.
Up не продавался в Северной Америке, странах СНГ , на Ближнем Востоке, в Индии,  Китае, Южной Корее и Юго-Восточной Азии. Продажи в Японии начались в октябре 2012 года. Благодаря своим небольшим размерам Up стал одной из успешных моделей Volkswagen в Японии.  Up также был запущен в Южной Африке в марте 2015 года. На момент запуска предлагались две модели: обе представляют собой трехдверный вариант объемом 1,0 литра и мощностью 55 кВт. Два местных варианта продавались как Take Up и Move Up.

### Латинская Америка
В феврале 2014 года Volkswagen представил модифицированную версию Up для Латинской Америки. Построенный в Бразилии, латиноамериканский Up отличается от своего европейского аналога длиной (он на 65 мм (2,6 дюйма) длиннее) благодаря изменениям в задней части днища для размещения топливного бака большего размера (50 л вместо европейских 35 л). , полноразмерное запасное колесо и увеличенное грузовое пространство. Все версии имеют обновленные задние двери с окрашенной металлической секцией (как у Seat Mii и Škoda Citigo) вместо отделки темным стеклом, используемой в Европе. Пятидверный бразильский Up также использует другую конструкцию задней двери с секционированными стеклами и опускаемыми окнами. Южноамериканская модель сохраняет уровень безопасности европейской версии с пятизвездочным рейтингом аварийности  и широким использованием элементов из высокопрочной стали.
В июле 2015 года Volkswagen представил новую трансмиссию для модели Up, продаваемой в Бразилии, с использованием 1,0-литрового трехцилиндрового двигателя с турбонаддувом и непосредственным впрыском топлива.

## up! GTI
В середине декабря 2016 года Volkswagen представил Up GTI. Он оснащен 1,0-литровым трехцилиндровым бензиновым двигателем TSI мощностью 115 л.с. (113 л.с., 85 кВт). Его максимальная скорость составляет 192 км/ч (119 миль в час), он способен разгоняться до 0–100 км/ч (0–62 миль в час) за 8,8 секунды, а максимальная скорость составляет 196 км/ч (122 мили в час). При весе всего 997 кг (2198 фунтов) Volkswagen утверждает, что он способен развивать расход от 49,6 миль на галлон ( 5,7 л/100 км; 17,6 км/л) до 50,4 миль на галлон ( 5,6 л/100 км; 17,8 км/л). ) в зависимости от комплектации, с выбросами CO 2 от 127 до 129 г/км. Это единственный Up, доступный с шестиступенчатой механической коробкой передач. Up GTI поступил в продажу в январе 2018 года.
В апреле 2019 года заказы на Up GTI были приостановлены в Великобритании, но в январе 2020 года VW UK снова начал принимать заказы на слегка обновлённую версию. Обновление включало небольшие изменения в дополнительное оборудование, но не вносило изменений в трансмиссию, шасси или тормоза. По состоянию на январь 2023 года новые заказы на Up GTI были закрыты, чтобы дать время выполнить заказы до прекращения производства модели GTI.

## Электрическая версия

### Первая итерация
В июле 2010 года VW анонсировал серийную версию электромобиля E-up, продажи которой планируется начать в 2013 году,  и впоследствии был представлен на Международном автосалоне в Германии в сентябре 2013 года .
Серийная версия оснащена литий-ионным аккумулятором емкостью 18,7 кВтч , способным проехать 160 км (99 миль) по циклу NEDC , разгоняться от 0 до 62 миль в час (100 км/ч) за 12,4 секунды  и иметь максимальную скорость 130 км/ч (81 миль в час). E-up можно заряжать мощностью 2,3 кВт, подключенной к любой стандартной розетке на 230 В, мощностью 3,6 кВт через настенную коробку, установленную дома, или мощностью до 40 кВт, подключенной к станции быстрой зарядки постоянного тока с помощью дополнительной комбинированной системы зарядки (CCS), что позволяет аккумулятору заряжаться до 80% менее чем за 30 минут.  Серийная версия имеет те же размеры, что и пятидверная бензиновая модель с четырьмя сиденьями.

### Вторая итерация
О второй версии e-up было объявлено 5 сентября 2019 года. Она оснащена более крупной батареей емкостью 32,3 кВтч, запасом хода 260 км (160 миль) и эффективностью 12,7 кВтч/100 км (4,89 миль/кВтч).  32,3 кВтч — полезная (чистая) мощность, а общая (брутто) мощность — 36,8 кВтч.
Версия Škoda была выпущена как Škoda Citigo-e iV с аккумулятором емкостью 36,8 кВтч и запасом хода 270 км (165 миль) по стандарту WLTP и производилась серийно с осени 2019 года. Это первый полностью электрический автомобиль. Škoda Auto и заменил версию с двигателем внутреннего сгорания. Точно так же бензиновый Seat Mii был заменен электрической версией Mii Electric.

## Škoda Citigo
Škoda Citigo — это обновленная версия Up с немного другими передними и задними панелями. Citigo был запущен в Чехии в октябре 2011 года. Продажи в других европейских странах начались летом 2012 года. Он производился на заводе Volkswagen в Братиславе, Словакия. Планы продаж в России и большинстве других стран СНГ были отменены из-за того, что его размеры были признаны слишком маленькими для рынка. Škoda Citigo также некоторое время продавалась в Израиле и Новой Зеландии. В 2017 году Citigo был немного обновлен с помощью обновленной модели. С осени серийно производилась полностью электрическая версия Škoda Citigo-e iV с аккумулятором емкостью 36,8 кВтч и запасом хода 270 км (165 миль) по стандарту WLTP . 2019 г. и заменил версию с двигателем внутреннего сгорания.  Это был первый полностью электрический автомобиль Škoda Auto. Осенью 2020 года Škoda прекратила продажу электромобилей Citigo.

## SEAT Mii
SEAT Mii , как и Citigo, представляет собой обновленную версию Up с заметными различиями в передней и задней панелях. Mii был запущен на внутреннем рынке Испании одновременно с Up и Citigo в октябре 2011 года. Продажи в других европейских странах начались со второго квартала 2012 года.  Он производился на заводе Volkswagen в Братиславе, Словакия.  Первоначально продававшийся в Европе, он не претерпел заметных обновлений, в отличие от Citigo. Полностью электрическая версия SEAT Mii electric с литий-ионной батареей емкостью 36,8 кВтч и запасом хода 205 км (127 миль) серийно производилась с 2019 по 2020 год.  В 2020 году SEAT решила прекратить выпуск электрических моделей. , после прекращения выпуска всей линейки Mii в 2021 году.

## Концептуальные модели
С 2007 по 2010 год Volkswagen продемонстрировал несколько концептуальных версий Up, прежде чем в 2011 году была запущена готовая к производству версия.

### Concept Up, 2007 г.
Двухдверный концепт Up дебютировал на Международном автосалоне IAA в Германии в 2007 году  с задним приводом , задним расположением оппозитного двигателя и 18-дюймовыми колесами.
Салон рассчитан на четырех взрослых и оснащен складными надувными сиденьями.  На приборной панели также имеется два монитора: один показывает статистику автомобиля, а другой управляет мультимедийной системой автомобиля.  Длина автомобиля составляет 3,45 метра, а ширина — 1,63 метра.

### Concept Space Up, 2007 г.
Концепт-кар Space Up дебютировал на Токийском автосалоне 2007 года в Японии. 
Концепт Space Up имел все особенности первого концепта, но был четырехдверным и на 23 сантиметра (9,1 дюйма) длиннее и на 3,68 метра (12 футов 1 дюйм) (на 15 сантиметров (5,9 дюйма) короче, чем Volkswagen Fox ).  Двери «бабочки» открываются аналогично дверям Mazda RX-8 ; передние двери обычно крепятся на петлях спереди, а задние - сзади на стойке C, исключая среднюю стойку.  Его колесная база также больше - 2,56 метра (8 футов 5 дюймов)  , но сохраняет ту же ширину, что и Up, - 1,63 метра (5 футов 4 дюйма).
Также впервые Volkswagen показал изображения своего двигателя внутреннего сгорания — бензинового двигателя со стратифицированным впрыском топлива (FSI) .

### 2007 Space Up Blue Concept
Blue Concept, третий вариант концепт-серии Volkswagen Up, дебютировал на автосалоне в Лос-Анджелесе в 2007 году .
Space Up Blue визуально был таким же, как Space Up, и имел такую же длину и ширину, но имел другую крышу с  солнечной батареей мощностью 150 Вт , которая заряжает батареи.  Это означает, что его высота увеличивается до 1,57 метра (5 футов 2 дюйма), а снаряженная масса составляет 1090 кг (2403 фунта).
Двенадцать литий-ионных батарей обеспечивают Space Up Blue мощность 45 кВт (61 л.с., 60 л.с.) и запас хода 65 миль (105 км).  В сочетании с первыми в мире водородными высокотемпературными топливными элементами Volkswagen (HT-FC) запас хода увеличивается на 155 миль (250 км), что дает общий запас хода 220 миль (350 км).

### Концепт-кар E-up 2009 года
Концепт с нулевым уровнем выбросов дебютировал на 63-м Международном автосалоне в Германии в 2009 году 
В полностью электрическом E-up длиной 3,19 метра (10 футов 6 дюймов) используется конфигурация сидений 3+1.  В нем используется электродвигатель со встроенным приводом мощностью 60 кВт (82 л.с., 80 л.с.) (постоянная мощность 40 кВт (54 л.с.), установленный спереди и приводящий в движение передние колеса.  Этот электродвигатель в состоянии покоя создает крутящий момент в 210 Нм (155 фунт-фут).  Питание осуществляется от литий-ионных аккумуляторов емкостью 18  киловатт-часов (кВтч), что обеспечивает запас хода до 130 км (81 миль).  Быстрая зарядка позволит зарядить аккумулятор до 80% за час,  тогда как от обычной розетки на 230 В потребуется пять часов.  На крыше E-up установлен солнечный элемент площадью 1,4 квадратных метра, который обеспечивает питание электрооборудования автомобиля, а при парковке может включать вентиляторы вентиляции, помогающие охлаждать салон при парковке под ярким солнечным светом в жаркий день.  Размер солнечных батарей можно увеличить до общей площади 1,7 квадратных метра, сложив солнцезащитные козырьки.
При снаряженной массе 1085 кг (2392 фунта) он может разогнаться с места до 100 км/ч (62,1 мили в час) за 11,3 секунды; и должен развивать максимальную скорость 135 км/ч (83,9 миль в час).  Концепт E-up имеет длину 3,19 метра (10 футов 6 дюймов), ширину 1,64 метра (5 футов 5 дюймов), высоту 1,47 метра (4 фута 10 дюймов) и колесную базу 2,19 метра (7 футов 2 дюйма). в).
Внутреннее оборудование включает в себя человеко-машинный интерфейс (HMI) с сенсорным экраном, одна примечательная особенность позволяет откладывать зарядку в рамках программирования HMI, используя дешевую электроэнергию в ночное время, и это также можно запрограммировать удаленно через iPhone или подобное устройство.

### Концепт Up Lite, 2009 г.
Volkswagen up! Lite был представлен на автосалоне в Лос-Анджелесе в 2009 году . Это четырехместный гибридный концепт-кар, созданный на базе технологий Volkswagen L1 . Концепт-кар Volkswagen Up Lite оснащен гибридной трансмиссией с одним двухцилиндровым дизельным двигателем с турбонаддувом и прямым впрыском (TDI) объемом 0,8 литра (48,8 куб. Дюймов) и одним электродвигателем мощностью 10 кВт (14 л.с., 13 л.с.) с семиступенчатой двойной коробкой передач. - коробка передач сцепления . Его технические размеры составляют около 3,84 метра (12 футов 7 дюймов) в длину, 1,60 метра (5 футов 3 дюйма) в ширину и 1,40 метра (4 фута 7 дюймов) в высоту. Он весит 695 кг (1532 фунта), развивает максимальную скорость 160 км/ч и выброс CO 2 не более 65 г/км.

### Volkswagen IN 2010 года выпуска
Volkswagen IN — это дизайн-проект, созданный бразильскими стажерами Volkswagen do Brasil , который во многом похож на концепт-кары Up. Это двухместный малолитражный автомобиль с багажником, способный использовать различные силовые агрегаты, в том числе полностью электрический с электрическими двигателями в колесах.  Макет в масштабе 1:1 был представлен прессе 29 января 2010 года.

### 2011 Buggy Up
Volkswagen Buggy Up! Концепт дебютировал на Франкфуртском автосалоне 2011 года в Германии.
Buggy Up — багги для дюн, основанный на платформе Up. Его длина 3584 мм, ширина 1672 мм  и высота 1288 мм.  Он имеет конструкцию без дверей, складную брезентовую крышу, водонепроницаемую внутреннюю часть и усиленную раму, дорожный просвет уменьшен на 2 см.

### 2011 Up Azzurra Sailing Team
up! Azzurra Sailing Team дебютировал на автосалоне во Франкфурте в 2011 году в Германии .
Azzurra была спроектирована так, чтобы выглядеть и ощущаться как роскошная яхта, с полностью водонепроницаемым салоном, сине-белыми кожаными сиденьями и отделкой из хрома и дерева. Задние сиденья имеют деревянные спинки, поэтому в сложенном виде багажник выглядит как палуба яхты. У него нет крыши, а вместо дверей и заднего люка — деревянные перила.
| Euro NCAP                                               | Euro NCAP | Euro NCAP | Euro NCAP             |
| ------------------------------------------------------- | --------- | --------- | --------------------- |
| · общий рейтинг                                         |           |           |                       |
| 89%                                                     | 80%       | 46%       | 86%                   |
| взрослый пассажир                                       | ребёнок   | пешеход   | активная безопасность |
| Протестированная модель: Volkswagen up! 1,0; LHD (2011) |           |           |                       |